# Motofumi Takaoka
Pour les articles homonymes, voir Takaoka.
Motofumi Takaoka est un mangaka japonais spécialisé dans le hentai, voire le Oppai.

## Œuvres
- F-Mode - エフモ一ド